# El sueño de una noche de San Juan
El sueño de una noche de San Juan (spanischer Originaltitel) bzw. O Sonho de uma Noite de São João (portugiesischer Originaltitel), zu deutsch: Der Traum einer Johannisnacht, ist ein Animationsfilm der spanischen Regisseure Ángel de la Cruz und Manolo Gómez aus dem Jahr 2005.
Der Kinder- und Jugendfilm basiert auf dem Stück Ein Sommernachtstraum von William Shakespeare.

## Handlung
Eine Legende besagt, dass Menschen in der Nacht zum Johannistag Zugang zur Welt der Elfen und Feen bekommen können. Die pfiffige Elena glaubt nicht daran.
Als jedoch ihr Vater, der gutmütige Herzog Theseus, schwer erkrankt, probiert sie alles, um seine Gesundheit wiederherzustellen. Und so beginnt sie ihre Suche nach Titania, der Königin der Feen. Zusammen mit dem skeptischen Bankier Demetrio macht sie sich auf. Der phantasievolle Lisandro würde alles tun, um die Zuneigung Elenas zu bekommen, und begleitet sie. Zugang zur magischen Welt können sie allerdings nur zur Sommersonnenwende bekommen. Zu dritt erleben die drei einige Abenteuer und Überraschungen, bis sie an ihr Ziel gelangen.

## Produktion und Rezeption
Der Computeranimationsfilm wurde von den Animationsstudios Dygra Films S.L. (Spanien) und Appia Filmes (Portugal) produziert.
Nach einer Vorpremiere am 23. Juni 2005 in A Coruña (in der nordspanischen Region Galicien, Heimat der Regisseure) hatte der Film seinen Kinostart in Spanien am 1. Juli 2005 und in Portugal am 21. Juli 2005.
In Spanien zählte der Film 173.769 Besucher und erreichte Platz 24 der erfolgreichsten spanischen Kinofilme des Jahres, in Portugal zog er 58.919 Zuschauer ins Kino und war damit der erfolgreichste portugiesische Film des Jahres. Er zählt damit zu den 40 erfolgreichsten portugiesischen Filmen (seit 2004).
Der Film wurde bei den spanischen Filmpreisen Goya 2006 als bester Animationsfilm ausgezeichnet.